# Sesto Calende
Sesto Calende – miejscowość i gmina we Włoszech, w regionie Lombardia, w prowincji Varese, nad rzeką Ticino.
Według danych na rok 2004 gminę zamieszkiwało 9806 osób, 426,3 os./km².